# Jean Chot
Jean Joseph Antoine Emile Chot (Thuin, 24 juni 1906 - Dinant, 24 november 1991) was een Belgisch senator, advocaat en Waals militant.

## Levensloop
Jean Chot stamde uit een familie van liberaalgezinde onderwijzers en volgde Latijn-wiskunde aan het Koninklijk Atheneum van Brussel. Vervolgens studeerde hij aan de ULB, waar hij in 1929 het diploma van doctor in de rechten behaalde. Nadien werd hij advocaat aan de Balie van Brussel, waar hij stage liep bij belangrijke liberale persoonlijkheden als Albert Devèze en Eugène Flagey. In 1932 schreef hij zich in bij de Balie van Dinant, waar hij van 1933 tot 1979 zijn eigen advocatenkantoor had. Vanaf 1936 was hij tevens assessor van de Arbeidsrechtbank van Dinant en vanaf 1938 was hij secretaris van de Raad van Orde van Advocaten. Van 1954 tot 1955 en in 1979 was Chot stafhouder van de Raad van Orde. Als vrijmetselaar was hij bovendien aangesloten bij het Grootoosten van België.
Gedurende zijn studententijd frequenteerde Chot socialistische studentenkring, hetgeen hem ertoe motiveerde om zich in 1935 aan te sluiten bij de Belgische Werkliedenpartij. Na de Tweede Wereldoorlog werd hij voorzitter van de PSB-federatie van het arrondissement Dinant-Philippeville. Gedurende de Tweede Wereldoorlog was Chot tussen 1942 en 1944 actief in het verzet.
Van 1946 tot 1950 was Chot provincieraadslid van Namen, waar hij van 1946 tot 1949 gedeputeerde bevoegd voor Schone Kunsten, Onderwijs en Sociale Zaken. In 1950 maakte hij de overstap naar de nationale politiek toen hij door de socialisten gecoöpteerd werd in de Senaat, een functie die hij bleef bekleden tot in 1965. Als senator was hij lid van de commissies Buitenlandse Zaken, Buitenlandse Handel en Technische Bijstand en Justitie. Zijn tussenkomsten hadden vooral betrekking op het laatste onderwerp en daarnaast kaartte hij lokale kwesties aan. Van 1954 tot 1955 was hij daarenboven Belgisch vertegenwoordiger bij de Algemene Vergadering van de Verenigde Naties te New York en van 1957 tot 1965 zetelde hij in de Raadgevende Interparlementaire Beneluxraad.
Chot was eveneens militant van de Waalse Beweging en was vanaf 1950 voorzitter van de regionale afdeling van het Centraal Comité voor Waalse Actie in Dinant. Van 1950 tot 1953 was hij lid van het bestendig comité van het Nationaal Waals Congres. Toen in 1954 een grondwetsherziening ter bespreking kwam die mogelijkheid tot federalisering moest scheppen, was hij eerder voorstander van een federatie van enkele (grotere) provincies. In 1963 nam hij deel aan het congres van het Centraal Comité voor de Waalse Actie in Namen, waar het Uitvoerend College van Wallonië werd opgericht, de inrichter van het Waals Petitionnement. In juni 1976 was hij een van de ondertekenaars van de Nouvelle lettre au roi pour un vrai fédéralisme, geschreven door Fernand Dehousse, Jean Rey en Marcel Thiry. Ze toonden zich voorstanders van een verder doorgedreven federalisering.